# Lipstick/一番星
「Lipstick/一番星」（リップスティック/いちばんぼし）は2007年11月7日にリリースされた、タイナカサチの6枚目のシングル。両A面シングルで、両曲共に翌年リリースされたアルバム『Love is...』に収録されている。

## 収録曲
1. Lipstick
  - 作詞：タイナカサチ・渡邊亜希子、作曲：タイナカサチ、編曲：鈴木Daichi秀行
  - 日本テレビ系『音楽戦士 MUSIC FIGHTER』POWER PLAY
  - 日本海テレビ制作UHF29局ネット『プリン・ス』2007年11月度オープニングテーマ
2. 一番星
  - 作詞・作曲：タイナカサチ、編曲：羽毛田丈史
  - 映画『ペルソナ』エンディングテーマ
3. Lipstick-instrumental-
4. 一番星-instrumental-